# 白头鵙鹛
白头鵙鹛（学名：Gampsorhynchus rufulus），是画眉科白头鵙鹛属的一种，分布于缅甸、孟加拉国、不丹、中国大陆、印度和尼泊尔。该物种的保护状况被评为无危。
白头鵙鹛的平均体重约为37.0克。栖息地包括亚热带或热带的（低地）湿润疏灌丛、亚热带或热带的（低地）季节性湿润草原、亚热带或热带的湿润低地林、亚热带或热带的高海拔疏灌丛、亚热带或热带的高海拔草原和亚热带或热带的湿润山地林。多生活于茂密的灌木以及竹林。该物种的模式产地在印度Darjeeling。

## 亚种
- 白头鵙鹛指名亚种（学名：Gampsorhynchus rufulus rufulus）。分布于锡金、不丹、印度、孟加拉、缅甸以及中国大陆的云南等地。该物种的模式产地在印度Darjeeling。[3]
- 白头鵙鹛云南亚种（学名：Gampsorhynchus rufulus torquatus）。分布于缅甸、泰国、老挝、越南以及中国大陆的云南等地。该物种的模式产地在缅甸Tenasserim。[4]